# Giulio Caccini
Pour les articles homonymes, voir Caccini.
Giulio Caccini, dit Giulio Romano, né le 8 octobre 1551 à Rome et mort le 10 décembre 1618 à Florence, est un chanteur, harpiste et compositeur italien de la fin de la Renaissance et du début de la période baroque. Il est le frère du sculpteur et architecte Giovanni Battista Caccini et père de la compositrice Francesca Caccini.

## Biographie

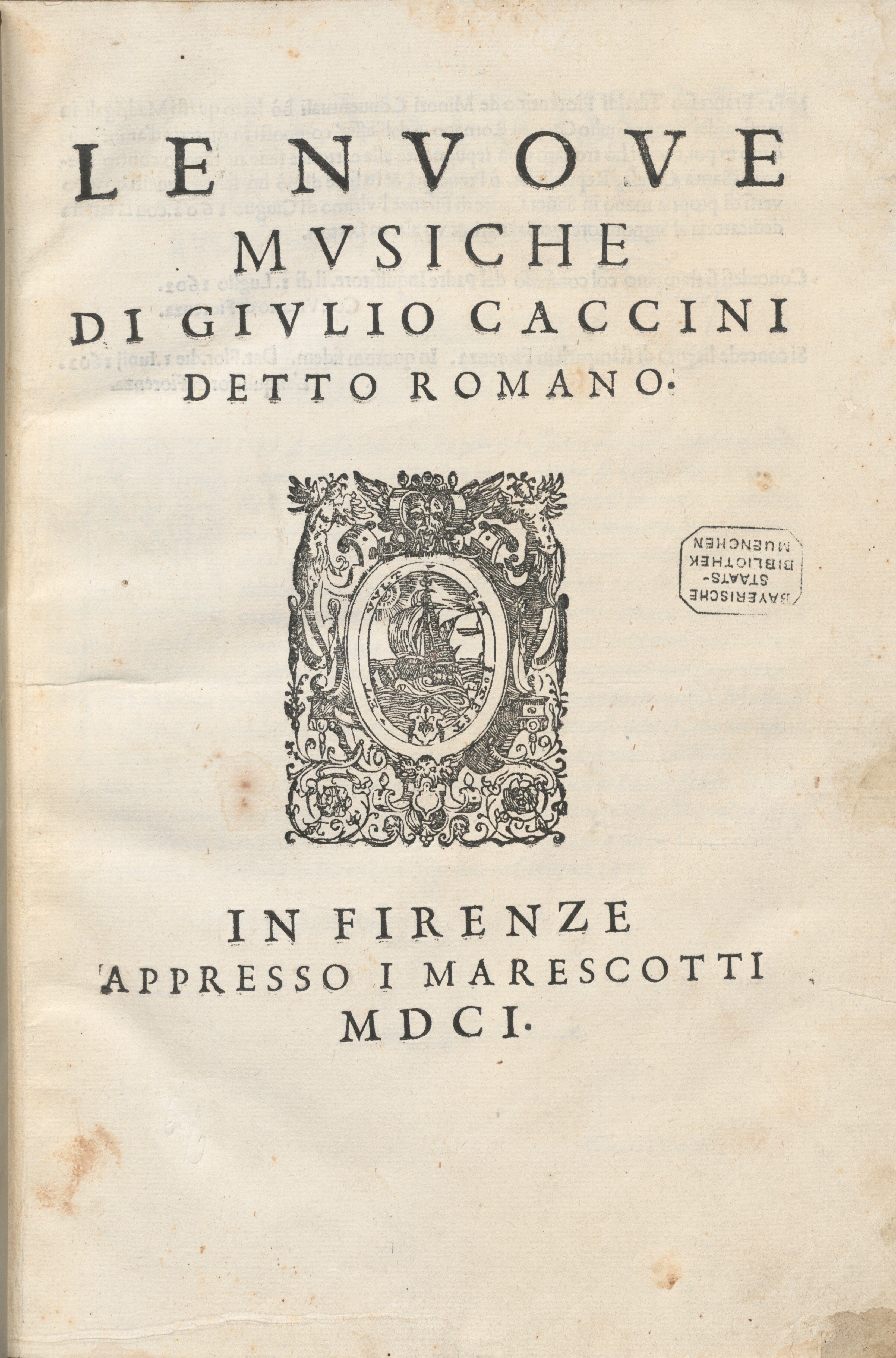
Page de titre de l'ouvrage Le nuove musiche (1601).

Giulio Caccini entre au service des Médicis en 1565. Il compose des madrigaux, sonnets et airs de style polyphonique, puis s'oriente vers un style monodique dans lequel l'intelligibilité du texte prime : une seule voix chante le texte, les autres voix sont confiées à des instruments. Il introduit dans ses compositions des ornements à l'origine de la virtuosité vocale et du bel canto.
Ses travaux musicaux sont en liens avec la Camerata fiorentina, un cénacle d'artistes actif à la fin du XVIe siècle, dont il est membre avec son collègue Jacopo Peri.
Le mot d'ordre de ce cénacle est de faire revivre le modèle antique grec, en s'appuyant sur des traités antiques. L'objectif de la musique ainsi composée est de représenter l'âme humaine, de transformer et d'élever l'homme.
C'est dans ce contexte qu'il publie en 1601 un recueil de madrigaux intitulé Le nuove musiche. Un recueil caractéristique de l'esprit novateur de Caccini puisque les madrigaux qu'il propose sont des monodies accompagnées alors qu'à l'époque un madrigal est polyphonique. De plus ce recueil structure deux genres piliers de l'époque baroque : le récitatif et l'aria.
Les recherches de la Camerata vont amener la création de l'opéra Euridice de Caccini, sur un livret d'Ottavio Rinuccini, est publiée en 1600 ; la première représentation eut lieu le 5 décembre 1602 à Florence. En 1607 Monteverdi compose son Orfeo. Peri compose lui aussi, en 1600, un Euridice.
Il épousa une chanteuse, Lucia di Filippo Gagnolandi, puis après la mort de celle-ci (le 8 janvier 1593) une jeune chanteuse de dix-huit ans issue d'une famille très pauvre, Margherita di Agostina della Scala. Ses trois enfants, Pompeo (enfant naturel), Francesca et Settimia (1591-v. 1640) sont également de remarquables chanteurs au service du Concerto Caccini, ensemble vocal qui organise des représentations à Paris au cours de l'hiver 1604/05. Sa fille Francesca s'y couvre de succès au point que le roi Henri IV cherche à la retenir à la cour, ce que le grand duc de Toscane n'accepte pas.
Giulio Caccini compose Il rapimento di Cefalo (L'enlèvement de Céphale), certainement en collaboration avec d'autres compositeurs de l'école florentine, œuvre qui sera donnée trois jours après l'Euridice de Peri.

## Supercherie musicale
Le grand public connaît Caccini par une œuvre dont manifestement il n'est pas l'auteur : ce que l'on nomme couramment l'Ave Maria de Caccini est une composition d'un compositeur russe du XXe siècle, Vladimir Vavilov. Cet auteur russe mort en 1973 avait l'habitude de réaliser de nombreux pastiches qu'il attribuait à toutes sortes de musiciens, sans tenir compte de la vraisemblance stylistique. Il est mort peu d'années après avoir publié cet Ave Maria, sans avoir eu le temps de certifier en être l'auteur, ce qui ne fait néanmoins aucun doute. Remarquons enfin que l'attribution à Caccini n'a été faite qu'après la mort de Vavilov.

## Œuvres
Sont conservées environ 80 œuvres de Caccini.
- Dafne, opéra (1598) — perdu
- Le nuove musiche, madrigaux et airs pour voix et basse continue (1601)
- Il Rapimento di Cefalo, Intermezzo pour voix et basse continue (1601)
- Euridice, opéra (1602), Composta in Musica in Stile rappresentativo

## Enregistrements
- Le Nuove Musiche - Montserrat Figueras soprano ; Hopkinson Smith, luth ; Jordi Savall, viole de gambe (27-29 janvier 1983, DHM) (OCLC 435456351)
- Amor che fai, Le Nuove Musiche 1601 & 1614, madrigaux et arias - Stephan Van Dyck, Christina Pluhar (2004, Pavane Records / Musica Ficta MF8003) (OCLC 873049982)
- Le Nuovo Musiche - Johannette Zomer, Fred Jacobs (novembre 2004, SACD Channel Classics CCS SA 21305) (OCLC 658530123) — avec des œuvres pour théorbe de Piccinini.
- L'Euridice - Celine Vieslet, soprano ; Magid El-Bushra, contre-ténor ; Marie de Roy, soprano ; Laurence Renson, mezzo-soprano ; Reinoud van Mechelen, ténor ; Ensemble Scherzi Musicali, dir. Nicolas Achten et baryton (23-25 janvier 2008, Ricercar RIC 269) (OCLC 658657528)
- L'Euridice - Silvia Frigato et Monica Piccinini, sopranos ; Sara Mingardo, contralto ; Gianpaolo Fagotto et Luca Dordolo, ténor ; Concerto italiano, dir. Rinaldo Alessandrini (concert, août 2013, Naïve) (OCLC 900598214)